# Min smukke datter
|  | Denne artikel er oprettet af botten PalnaBot ud fra en ekstern database. Den kan derfor have sproglige fejl eller mangler. Denne skabelon kan fjernes efter kontrol af indholdet. |

Min smukke datter er en dokumentarfilm instrueret af Maya Albana efter manuskript af Maya Albana, Rikke de Fine Licht.

## Handling
Mette er alenemor til 15-årige Caroline. Caroline blev opdaget af Unique Models da hun var 12. De spåede hende en stor international karriere i modelbranchen og har tålmodigt ventet på at "breake" hende, når hun var voksen nok. Det er hun nu. Folkeskolen er færdig og tiden er inde til at søsætte Caroline internationalt. Mette er dog splittet mellem sin egen forestilling om et godt liv for Caroline med sunde værdier kontra en succesfuld karriere i en, for hende, tvivlsom branche. Hvis Mette stiller sig i vejen for modeldrømmen, forhindrer hun sit barn i at udnytte en enestående chance. Hvis hun giver efter, skal hun leve med at hendes datter går glip af sin ungdom for at arbejde. Og at hun som mor mister indflydelse og sin vante centrale plads i datterens liv.